# Таміка каштановоголова
Та́міка каштановоголова (Cisticola chubbi) — вид горобцеподібних птахів родини тамікових (Cisticolidae). Мешкає в Центральній Африці.

## Опис
Це невеликий птах з відносно довгим східчастим хвостом. Верхня частина тіла сірувато-коричнева, тім'я, лоб і потилиця рудувато-коричневі. Нижня частина тіла світло-сіра, горло і верхня частина грудей білі.

## Підвиди
Виділяють чотири підвиди:
- C. c. adametzi Reichenow, 1910 — південно-східна Нігерія і південно-західний Камерун;
- C. c. discolor Sjöstedt, 1893 — гора Камерун;
- C. c. chubbi Sharpe, 1892 — від сходу ДР Конго до центральної Кенії;
- C. c. marungensis Chapin, 1932 — гори Марунґу (ДР Конго).

## Поширення і екологія
Каштановоголові таміки живуть в гірських тропічних лісах Камерунського нагір'я і в Альбертінського рифту.